# 福井市医師会看護専門学校
福井市医師会看護専門学校（ふくいしいしかいかんごせんもんがっこう、英称:Fukui-City medical association Nursing school）とは、福井県福井市大願寺にある3年制の看護学科を持つ私立の専修学校である。

## 概要
1977年に福井市医師会が設置者として開設した福井市医師会立の私立看護専門学校。福井・坂井医療圏（福井都市圏）では、8校ある看護師の人材輩出教育機関の一つである。文科省付与の学校コードは「H118310000078」。

## 沿革
- 1976年（昭和51年）12月27日 - 厚生大臣より看護婦養成所として指定。
- 1977年（昭和52年）4月1日 - 福井市医師会高等看護学院2年課程 修業年限3年（夜間定時制） が開校。
- 1977年（昭和52年）9月7日 - 福井県より専修学校の設置認可。
- 1978年（昭和53年）1月1日 - 「福井市医師会高等看護学院」を福井市医師会看護専門学校に改称。
- 1995年（平成7年）3月 - 専修学校の専門課程に専門士の称号を付与。
- 2002年（平成14年）3月 - 保健師助産師看護師法の施行（旧保健婦助産婦看護婦法）により男女ともに「看護師」という名称に統一。
- 2002年（平成14年）4月1日 - 全日制の第一看護学科を新設。
- 2006年（平成18年）3月31日 - 2年課程第二看護学科（夜間・定時制）を閉科。
- 2006年（平成18年）4月1日 - 第一看護学科を「看護学科」に名称変更。

## 設置学科
- 看護専門3年課程 看護学科

## 取得できる資格・免許状
- 看護師 国家試験受験資格
- 保健師・助産師の養成機関受験資格
- 専門士（医療専門課程）の称号[3]
- 養護教諭免許一種の養成機関（看護系）受験資格
- 大学編入学受験資格（取得単位の置き換え）

## 学内奨学金
- 独自の奨学金制度なし。

但し、日本学生支援機構奨学金（貸与型のみ）に限り利用可能。